# 毛利元周
毛利 元周（もうり もとちか）は、江戸時代後期の大名。長門国長府藩13代藩主。

## 生涯
文政10年（1827年）11月9日、長府藩世嗣だった毛利元寛（12代藩主・元運の兄）の三男として、江戸にて誕生。幼名は万次郎。
生後まもなく父が死去したため、先代藩主で叔父に当たる毛利元運の養嗣子となる。弘化2年（1845年）12月に叙任し、嘉永5年（1852年）の元運の死去により跡を継いだ。藩政においては大森海岸、相模湾の警備に努め、砲台を設置した。幕末の動乱の中では、長州藩主・毛利敬親の補佐を務めた。
また、異国船対策にも奔走し、それまでの長府藩の政庁であった櫛崎城（長府陣屋）が海に面しているという理由で、文久4年（1863年）から勝山御殿に政庁を移した。元治元年（1864年）の下関戦争における4カ国連合艦隊との戦いにも参加している。
慶応4年（1868年）3月5日、従弟（元運の子）で養嗣子の毛利元敏に家督を譲って隠居し、直後の5月7日に死去した。享年42。法号は諦信院殿梅庵道機大居士。 墓所は下関市長府の覚苑寺。死後の明治24年（1891年）4月に従三位を追贈された。

## 系譜
- 父：毛利元寛（1803-1828）
- 母：不詳
- 養父：毛利元運（1818-1852）
- 正室：智鏡院（?-1870） - 加藤泰幹の娘
- 養子
  - 男子：毛利元敏（1849-1908） - 毛利元運の六男